# Guido Winterberg
Guido Winterberg (* 19. Oktober 1962 in Sursee) ist ein ehemaliger Schweizer Radrennfahrer.

## Sportliche Laufbahn
1984 siegte er im Etappenrennen um den Grand Prix Guillaume Tell, wobei er vier Etappen gewann. In der Bergmeisterschaft wurde er Zweiter hinter Bernard Gavillet.
Von 1985 bis 1992 war er Berufsfahrer, er begann seine Profikarriere im Radsportteam La Vie Claire. Sein Einstand im Profilager verlief erfolgreich. Er gewann 1985 den Circuit franco-belge, den Grand Prix Brissago, eine Etappe der Tour de l’Avenir und eine Etappe der Tour de Suisse. Die Tour de Suisse beendete er hinter dem Sieger Phil Anderson als Dritter auf dem Podium. 1986 gewann er Etappen in der Katalonischen Woche, der Tour de Suisse und im Grand Prix Guillaume Tell, den er als Gesamtzweiter beendete. In der Katalonischen Woche belegte er den 3. Platz. 1987 siegte er erneut im Grand Prix Guillaume Tell. 1988 gewann er das Eintagesrennen Wartenberg-Rundfahrt und wurde hinter Hubert Seiz Vize-Meister im Strassenrennen. 1989 wurde er Vize-Meister im Bergfahren. 1990 war er im Giro di Calabria mit einem Etappensieg erfolgreich.
Winterberg startete fünfmal in der Tour de France. 1986 wurde er 127., 1987 112. und 1991 69. des Endklassements. 1988 und 1990 schied er aus. Im Rennen der UCI-Strassen-Weltmeisterschaften der Amateure belegte er 1987 den 11. Platz, 1985, 1986, 1988, 1990 und 1991 schied er aus.